# Instituto Católico de París
El Institut Catholique de Paris, conocido en español como el Instituto Católico de París (y en latín como Universitas Catholica Parisiensis) es una universidad privada ubicada en París, Francia. El Instituto fue fundado en 1875 bajo el nombre de la Université Catholique de Paris por Maurice Le Sage d'Hauteroche d'Hulst.

## Descripción general
La universidad ofrece licenciatura, maestría y doctorado en diversas facultades. La Faculté de Théologie (Facultad de Teología) es una institución pontificia con la autorización canónica para educar a los hombres para el sacerdocio católico. Los Faculté de Lettres (Facultad de Letras) es una escuela de humanidades sin orientación religiosa explícita. Durante el verano, en el Instituto se abre la Faculté de Lettres para los estudiantes internacionales de un mes de duración.
Los profesores de la universidad están capacitados para la docencia en la teología, el derecho canónico, etc., disciplinas de carácter religioso. Además son versados  en las áreas seculares (por ejemplo, las letras, la filosofía, la educación, las ciencias sociales, la economía). La mayoría de  títulos y diplomas, expedidos por la Universidad Católica de París, son  autorizados por el Estado;  la universidad goza de potestad  para emitirlos por el Ministerio de Educación. Los grados canónicos se otorgan en nombre de la Santa Sede y son el resultado de un programa de estudios en las facultades eclesiásticas, que involucran  teología y derecho canónico.
La universidad cobra matrícula, porque el Estado no paga los salarios de los maestros en las instituciones católicas de enseñanza superior, según lo autorizado en virtud de la Ley Debré de 1959. El instituto recibe un subsidio estatal que cubre el 34% de sus necesidades financieras. El importe de la subvención, que derivan del Ministerio de Educación Nacional, se fija de forma independiente cada año por el gobierno de cada año en el marco del presupuesto nacional y sin compromiso o contrato de ningún tipo.
El Museo Édouard Branly, que se encuentra dentro del instituto, conserva el laboratorio del profesor de física y pionero de radio Édouard Branly, desarrollador del primer receptor de radio, el cohesor Branly, quien también acuñó el término "radio".
La universidad pertenece a la red del UDESCA (Unión de Establecimientos de Enseñanza Superior Católica), que incluye a los cinco institutos franceses católicos - París, Lille, Lyon, Angers y Toulouse - y asociados con la Federación Internacional de Universidades Católicas (FIUC), que comprende 200 universidades católicas de todo el mundo.

## Profesores
- Gabriel Théry

## Alumnos notables
- Pierre Pflimlin, MRP, presidente del Consejo (1958), presidente del Parlamento Europeo (1984-1987), ministro de Estado (1958-1959, 1962).
- Jean-Marie Lustiger, cardenal.
- André Vingt-Trois, cardenal, Arzobispo de París.
- George Alencherry, cardenal, Arzobispo Mayor del Arzobispado de Ernakulam-Angamaly, India.
- Alfred Baudrillart, cardenal.
- Christoph Schönborn, cardenal.
- Michael Augustine, Arzobispo Emérito de Pondicherry y Cuddalore, India.
- Diego Jaramillo, Director del Minuto de Dios.
- Audrey Tautou, actriz.
- Reverendo Padre D. S. Amalorpavadass.
- Jean Vanier.
- Matthew Fox.
- Franc Rode, cardenal.
- Anton Stres, Arzobispo de Ljubljana, Eslovenia.

## Facultades

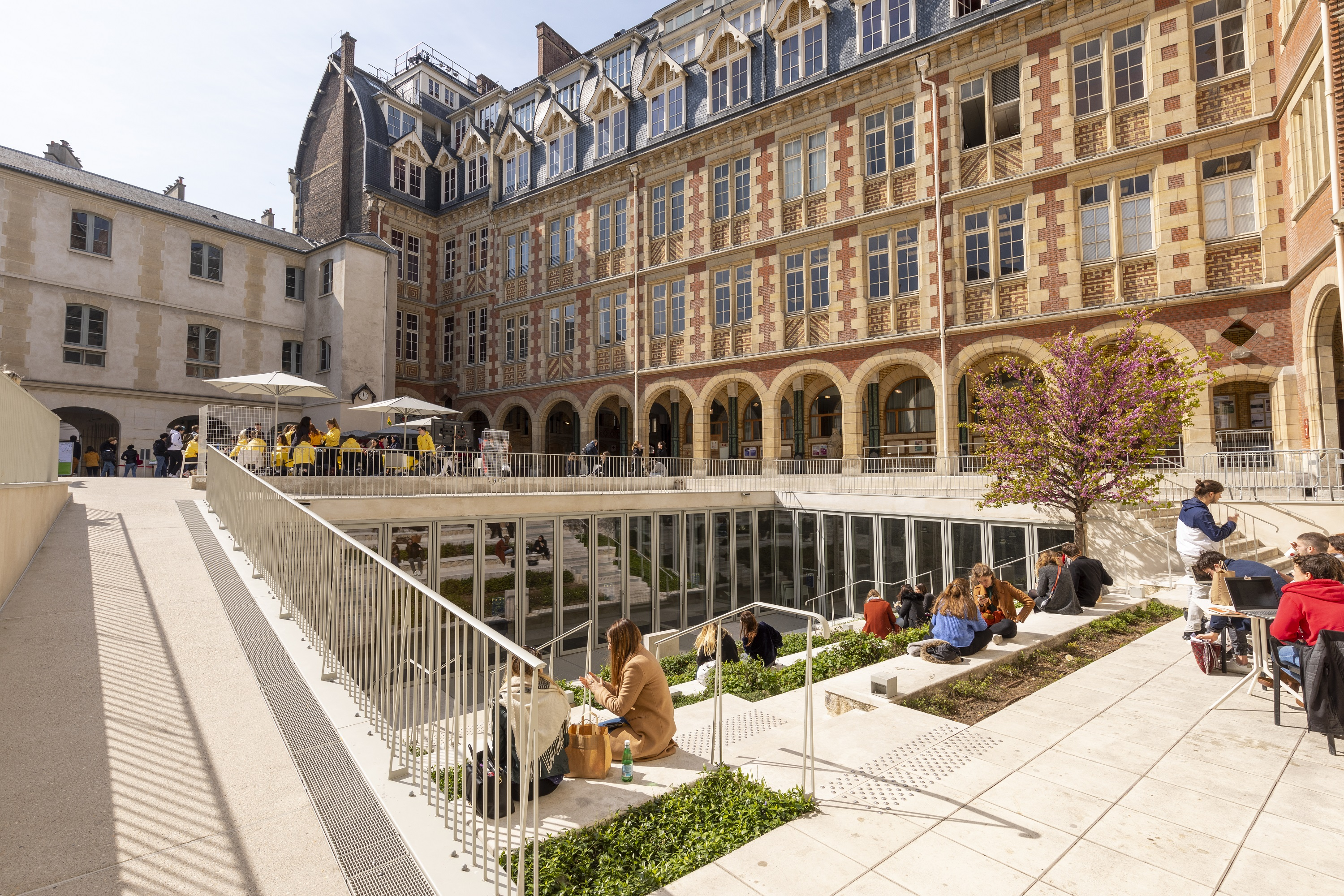
Institut catholique de Paris

- Facultad de Teología (antes de 2009 Facultad de Teología y Estudios Religiosos). Se considera un centro de la teología francesa e internacional con raíces que se remontan a 1889. La formación académica se encuentra al nivel académico de la Santa Sede.[2]
- Facultad de Filosofía. Fue fundada en 1895.
- Facultad de Derecho Canónico. Tiene como objetivo promover y profundizar el estudio del Derecho Canónico y ciencias afines, y para proporcionar a estudiantes, clérigos o laicos, una formación en profundidad en estos temas.
- Facultad de Humanidades. Desde 1875, ofrece una formación académica dentro de sus 4 departamentos y ofrece exámenes competitivos (classe préparatoire o prépa en francés):
  - Departamento de Literatura.
  - Departamento de Historia.
  - Departamento de Idiomas.
  - Departamento de la Historia del Arte.
- Facultad de Ciencias Sociales y Economía. Ofrece un título de grado y licenciaturas en ciencias sociales y económicas, así como en derecho y ciencias políticas.
- Facultad de Educación. Desde 1993 ofrece el los títulos de Bachillerato, Máster y PhD en Ciencias de la Educación.

## Biblioteca
La biblioteca principal, conocida como Bibliothèque de Fels, alberga 600000 volúmenes, entre los cuales hay 60000 volúmenes antiguos y 800 manuscritos. La biblioteca se ha formado principalmente gracias a la donación de Edmonds de Fel. Otras bibliotecas son la Biblioteca Jean-de-Vernon de Teología y Ciencias Bíblicas, la Biblioteca de la Facultad de Derecho Canónico, que pública L'Année canonique (El Año Canónico) y la Biblioteca de Estudios Bizantinos.